# فرنسيس نيكولاس
فرنسيس نيكولاس (بالإنجليزية: Francis Nicholas)‏ (12 يونيو 1795 - 29 مارس 1858) هو لاعب كريكت بريطاني (وحمل سابقاً جنسية المملكة المتحدة لبريطانيا العظمى وأيرلندا ومملكة بريطانيا العظمى).